# Ariéstolas
Ariéstolas es una entidad de población española del municipio de la Almunia de San Juan, perteneciente a la provincia de Huesca, en la comunidad autónoma de Aragón.

## Geografía
El lugar está ubicado en la margen izquierda del río Cinca.

## Historia
A mediados del siglo XIX, el lugar, descrito como un coto redondo y perteneciente por entonces a Castejón del Puente, tenía contabilizadas 4 casas. Aparece descrito en el segundo volumen del Diccionario geográfico-estadístico-histórico de España y sus posesiones de Ultramar de Pascual Madoz de la siguiente manera:

ARIESTOLAS: cot. red. de la prov. de Huesca, part. jud. de Barbastro, jurisd. del l. de Castejon del Puente. Pertenece al Serenísimo señor Infante D. Francisco de Paula, tiene 4 casas que habitan los arrendadores de sus tierras; y 1 igl. ú oratorio dedicado á San Juan, donde se celebra misa todos los días de precepto. Abraza 430 cahizadas, de las cuales se cultivan 310; el terreno es de mediana calidad y muy á propósito para toda clase de cereales. Está a la márg. izq. del r. Cinca, del cual, por medio de una acequia se toman aguas que bastan á regar 50 cahizadas. Ademas tiene un bosque arbolado aunque de poca estension; y abundantes pastos naturales. Los confines de su term. y demas. (V. Castejon del Puente).
(Madoz, 1845, p. 558)

En 2023 la entidad singular de población de Ariéstolas, perteneciente a Almunia de San Juan, tenía empadronados 12 habitantes.

## Patrimonio
En el lugar hay una iglesia bajo la advocación de San Juan.